# Liz Claiborne
Pour les articles homonymes, voir Claiborne.
Anne Elisabeth Jane « Liz » Claiborne (31 mars 1929 - 26 juin 2007) est une créatrice de mode et femme d'affaires américaine née en Belgique. Son succès lui vient d'une ligne de vêtements abordable pour femme d'affaires : des pièces colorées pouvant être mélangées et associées entre elles. Elle a cofondé l'entreprise Liz Claiborne Inc. qui, en 1986, est devenue la première société fondée par une femme à entrer dans le classement Fortune 500. Claiborne a été la première femme PDG d'une entreprise du Fortune 500.